# 1477
1477 (MCDLXXVII) je bilo navadno leto, ki se je po julijanskem koledarju začelo na sredo.

## Dogodki
- 1. januar

## Rojstva
- 7. februar - Thomas More, angleški humanist, državnik († 1535)